# Новокарамалинська сільська рада
Новокарамали́нська сільська рада (рос. Новокарамалинский сельский совет) — муніципальне утворення у складі Міякинського району Башкортостану, Росія. Адміністративний центр — село Нові Карамали.

## Населення
Населення — 902 особи (2019, 988 в 2010, 1039 в 2002).

## Склад
До складу поселення входять такі населені пункти:
| Населений пункт             | Населення, осіб (2002) | Населення, осіб (2010) |
| --------------------------- | ---------------------- | ---------------------- |
| Андрієвка, присілок         | 7                      | 9                      |
| Зірікли, присілок           | 81                     | 90                     |
| Нові Карамали, село         | 658                    | 576                    |
| Суккул-Михайловка, присілок | 293                    | 313                    |